# Kráľovičove Kračany
Kráľovičove Kračany (Hongaars: Királyfiakarcsa) is een Slowaakse gemeente in de regio Trnava, en maakt deel uit van het district Dunajská Streda.
Kráľovičove Kračany telt 1.068 inwoners.